# Sonatine pour piano de Milhaud
Pour les articles homonymes, voir Sonatine (homonymie).
La Sonatine, op. 354, est une œuvre pour piano de Darius Milhaud composée en 1956.

## Présentation
La Sonatine pour piano est composée à Paris entre le 9 et le 30 avril 1956,.
L'œuvre, dont Paul Collaer relève « l'allure décidée et la fraîcheur d'invention », est dédiée à Harriet Cohen et créée par Josepha Heifetz à San Francisco le 22 mars 1959 (Pacific Musical Society).

## Structure
La Sonatine, d'une durée moyenne d'exécution de sept minutes environ, est composée de trois mouvements, :
1. Décidé, « et rythmé[6] » ;
2. Modéré, « et chantant[6] » ;
3. Alerte, « et exubérant[6] ».

Pour Guy Sacre, à l'instar de la Sonate pour piano no 2, « la Sonatine représente cette dernière manière de Milhaud, resserrée, volontiers abstraite, dont l'approche peut sembler malaisée. Mais au lieu que la partition de 1949 ne facilite guère la tâche, par une sécheresse et une rudesse voulues, celle-ci, dans son extrême concision, ne fait pas la guerre au charme : c'est une excellente introduction à ce Milhaud à la fois méconnu et mal-aimé ».
La partition est publiée en 1956 par les Éditions transatlantiques,. Dans le catalogue des œuvres de Darius Milhaud, la Sonatine porte le numéro d'opus 354,.